# Franz Graf (Maler)
Franz Josef Adolf Cornelius Graf (* 21. November 1840 in Aachen; † 22. Januar 1915 in Frankfurt am Main) war ein deutscher Ingenieur, Maler, Dichter und Schriftsteller.

## Leben
Franz Graf war der Sohn von Adolf Graf und dessen Frau Eugenie, geborene Perrot. 1848 verzogen die Eltern nach Alzey, wo er die Real- und höhere Bildungsschule besuchte. Nach drei Jahren auf dem Polytechnikum Darmstadt folgten zwei Lehrjahre in einer Maschinenfabrik und drei weitere Jahre Studium der Ingenieurwissenschaften auf dem Polytechnikum von Münden und dem Polytechnikum Karlsruhe. Bereits in den Jahren 1854 bis 1859 hatte er zudem eine malerische Ausbildung bei Christian Schüler in Alzey und Worms und bei August Lucas in Darmstadt erhalten. Von 1864 bis 1871 war er als bauführender Ingenieur bei der Hessischen Ludwigsbahn und danach bis 1880 als Ingenieur beim Tiefbauamt der Stadt Frankfurt am Main tätig.
Ab 1882 widmete er sich ausschließlich der Malerei. Längere Malaufenthalte führten ihn an die Nordsee (Sylt, 1889), in die Künstlerkolonien Scheveningen (1891) und Katwijk (1895) sowie nach Dänemark, Frankreich und in die Schweiz. Motive aus Frankfurt am Main und dem Taunus (Kronberg) und zahlreiche Landschaftsbilder künden von diesen Reisen. Es sind besonders Küsten-, Strand-, Boots- und Baummotive, die häufig in einer regnerischen oder herbstlichen Stimmung gemalt wurden. Ein 1908 in Öl gefertigtes Gemälde vom Bau der Frankfurter Festhalle zeigt das Interesse des Ingenieurs.
Neben seiner Ingenieursarbeit und dem Malen war Hermann Graf zudem schriftstellerisch tätig. In Verbindung mit dem Schillerfest im Jahre 1859 wurden erstmals Texte von ihm veröffentlicht. Auch die Fliegenden Blätter und verschiedene Lokalblätter brachten seine Beiträge in Form von Feuilletons ernster und heiterer Art, seine Gelegenheitsgedichte, Festlieder und dergleichen.
Franz Graf heiratete am 3. Dezember 1870 in Alzey Maria Elisabeth Barbara, geb. Klein († 9. Mai 1871). In seiner zweiten Ehe (8. Mai 1872 in Frankfurt) war er verheiratet mit Elise Hermine, geb. Winter (1848–1933). Der zweiten Ehe entstammte der Sohn Hermann Eugen Graf, der ebenfalls als Maler tätig wurde.

## Werke (Auswahl)
Maler

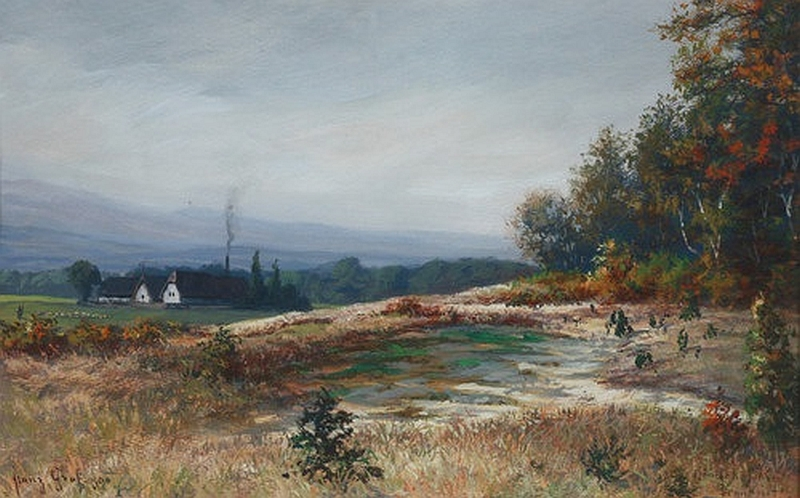
Römerhof bei Frankfurt am Main

- Herbstabend 1903, 29 × 22 cm, Öl auf Leinwand
- Römerhof bei Frankfurt am Main 1890, 28 × 38 cm, Tempera auf Karton
- Baumlandschaft mit Kuh und Hirtin 1889, 20,5 × 30,5 cm, Öl auf Leinwand
- Störche im Moor 1894, Öl auf Leinwand

Schriftsteller
- Das Lied vom Hofbräuhaus. München 1861
- Die Mosel von Coblenz bis Trier. Ein Führer für Eisenbahnreisende. Köln 1881 (LBZ Rheinland-Pfalz)
- Hundert Kneiplieder für Techniker. 2. Auflage, Frankfurt a. M. 1882 (Google-Books)
- Eugen Klimsch. In: Die Kunst für alle. Band 8 (1892/93), S. 113–116. (uni-heidelberg.de).
- Das Weib, die Liebe und dergleichen. Klänge aus der Liederleier des alten Gottlieb Biedermaier. Illustriert von J. G. Mohr. Pierson, Dresden 1901
- Roth – Weiss – Blau. Eine schnurrige Malergeschichte. Pierson, Dresden/Leipzig 1902 (uni-weimar.de)
- Kunterbunt fürs Brettl und allerlei noch sonst dabei. Pierson, Dresden/Leipzig 1902.